# Johannes Conrad Schauer
Johannes Conrad Schauer  (1813 - 1848)  foi um botânico alemão .
Era um especialista em espermatófitas e foi professor da Universidade de Greifswald.